# Ананченко Ярослав Олегович
Ярослав Олегович Ананченко (нар. 25 квітня 2007, Дніпропетровськ, Україна) — український футболіст, атакувальний захисник юнацької команди житомирського «Полісся».

## Життєпис
Народився в Дніпропетровську. В юнацькому чемпіонаті Дніпропетровської області та ДЮФЛУ з 2016 по 2024 рік виступав за місцеві клуби «Дніпро», ДАФ «Дніпро» та «Дніпро-1». 
16 липня 2024 року підписав контракт з «Поліссям». Сезон 2024/25 років розпочав у команді U-19. На професійному рівні дебютував за «Полісся-2», 28 вересня 2024 року в переможному (2:1) виїзному поєдинку 8-го туру групи «А» Другої ліги України проти одеського «Реал Фарми». Ярослав вийшов на поле на 90+4-й хвилині замість Сергія Корнійчука.